# Malcolm-Jamal Warner
Malcolm-Jamal Warner (Jersey City, Nueva Jersey, 18 de agosto de 1970-Limón, Costa Rica, 20 de julio de 2025) fue un actor, director y músico estadounidense. Más recordado por su papel como Theo Huxtable en la serie de televisión La hora de Bill Cosby (1984-1992) y en la serie de televisión Malcolm & Eddie (1996-2000).
Fue nominado al premio Emmy en 1986, ganador del premio Young Artist Awards en 1985, 1988, 1989 y 1990 por su participación en La hora de Bill Cosby. En 2019 se integró a la serie The Resident.

## Biografía
Nació en Nueva Jersey, se crio con su madre divorciada, Pamela Winter, que además ejerció de mánager durante su minoría de edad. Recibió sus nombres por el líder político Malcolm X y el pianista de jazz Ahmad Jamal. 
Su interés por la interpretación se despertó a la edad de ocho años, todavía en la escuela. Como actor infantil intervino en episodios de series como Fama hasta que en 1984, a los catorce años, consiguió el papel que le haría famoso más allá de las fronteras de su país natal: el de Theo Huxtable en la sitcom La hora de Bill Cosby (1984-1992). En la serie interpreta al único hijo varón de la familia Huxtable, cuyos padres son Cliff (Bill Cosby) y Claire (Phylicia Rashād), que llegó a ser una de las producciones televisivas más populares de la década de 1980. El actor interpretó el personaje durante los ocho años de la serie. 
Continuó su carrera interpretativa, casi siempre en televisión. Intervino en las series The Magic School Bus (1994-1997), Malcolm & Eddie (1996-2000), Jeremiah (2002-2004) y Listen Up (2004-2005). 
Hizo apariciones en varias series, como Tour of Duty (1987-1990), A Different World (1987-1993), The Fresh Prince of Bel-Air (1990-1996), Moloney (1996-1997), Sliders (1995-2000),Touched by an Angel (1994-2003), Dexter (2006-) y American Crime Story (2016-)
En su carrera como director de televisión dirigio varios videos entre los cuales están un video musical de la banda New Edition (1989), Time Out: The Truth About HIV, AIDS, and You (1992) orientado a la juventud, y I Love You For Sentimental Reasons (1994) de la banda británica de R&B, Five Star, además de muchos episodios de las series en las cuales participó.
También realizo numerosas presentaciones personales en televisión desde 1986. 
Falleció por ahogamiento el 20 de julio de 2025, tras ser arrastrado por la corriente mientras nadaba en una playa de Limón, provincia de Costa Rica. Un doctor que se encontraba en el lugar intentó darle primeros auxilios, sin éxito. Warner tenía entonces 54 años de edad.

## Vida privada
Tuvo una relación sentimental con la actriz Michelle Thomas, que terminó trágicamente al morir ella de cáncer de estómago en 1998.
Fue el líder de la banda de funk-rock Miles Long, establecida en Los Ángeles, en la cual ejecutaba el bajo eléctrico. Ha editado los álbumes The Miles Long Mixtape (2003) y Love & Other Social Issues (2007) en su propio sello discográfico llamado Wonder Factory. Además, era aficionado al baloncesto y a la poesía.
En 1998 publicó una autobiografía llamada Theo and Me: Growing up Okay.